# Tenés
36° 31′ N, 1° 19′ L

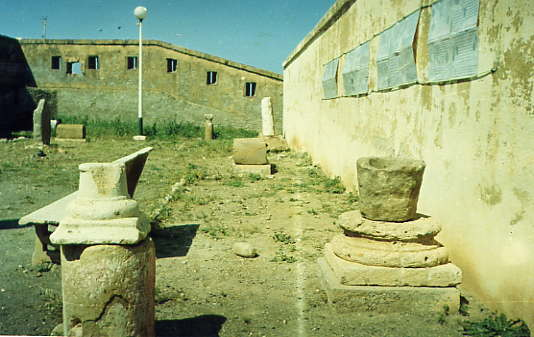
Ruínas em Tenés

Tenés (em árabe: تنس; em berbere: Tinas; em francês: Ténès) é uma cidade da Argélia localizada cerca de 200 quilômetros a oeste da capital do país, Argel. Pertence à província de Chlef e é uma famosa estação balneária no mar Mediterrâneo Sua população é de 35 mil habitantes.

## História
Tenés é uma antiga povoação originada no século VIII a.C.. Era na época chamada de Cartenas (Kartenas) e era integrante à colonização fenícia, e foi dominada pelos romanos nos últimos anos do século I a.C.. Chamou-se, então, de "Colônia Cartenas" (Cartennae colonia), e ocuparam a cidade por quatro séculos.
Mais tarde o lugar foi conquistado pelos árabes, que expandiam o Islã pelo norte da África. Sob o domínio árabe, Tenés foi uma monarquia independente, e o sultão Abdulamide foi seu último soberano. O Império Otomano atacou a cidade e a anexou ao seu vasto império em 1512. A partir de então Tenés perdeu sua antiga fama e importância e tornou-se uma vila isolada. O Alatica (farol) de Tenés, foi construído pelos mouros para escapar da perseguição dos cristãos na Espanha, quando a dominação árabe naquele país foi combatida no século XV. Em 1843, foi ocupada pela França.

## Presente
Tenés é uma pequena cidade turística com cinco pequenos hotéis, dois hospitais, um museu local, um porto e um farol.  Possui sítios arqueológicos com antigas tumbas fenícias, cavernas pré-históricas em Sidi Meruane, a Grande Mesquita de Sidi Amade Bumaza, erguida há mais de mil anos e outras construções.